# Palmyraatollen

Palmyraatollens inofficiella flagga

Karta över Palmyraatollenn

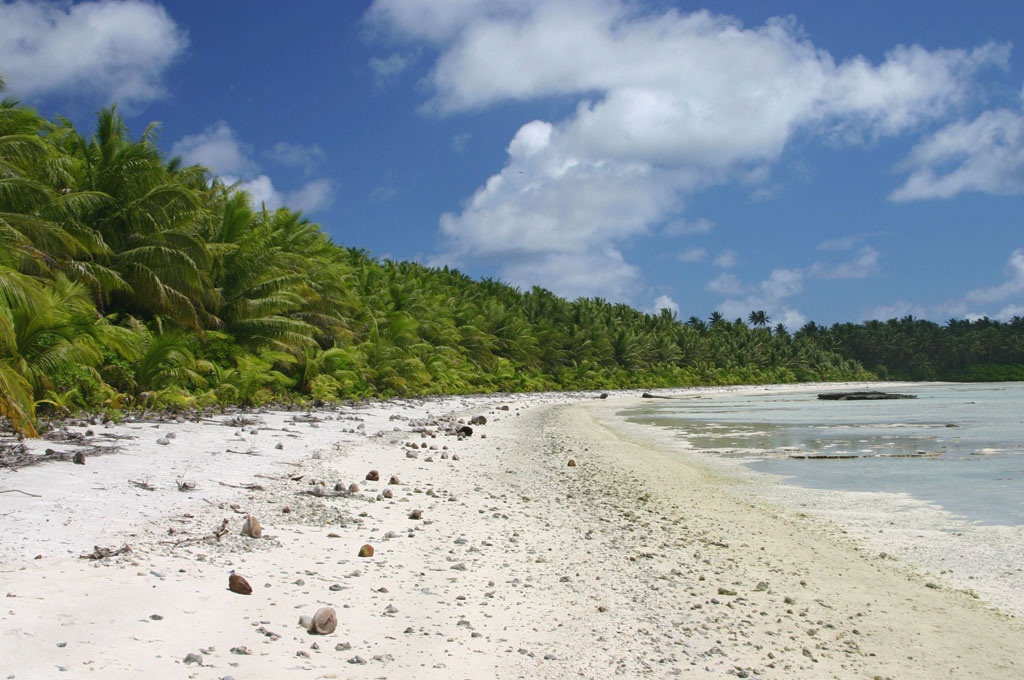
Palmyraatollen

Palmyraatollen (engelska Palmyra Atoll Territory) är ett område inom Förenta staternas mindre öar i Oceanien och Västindien och har tillhört USA sedan 19 oktober 1859 och är det enda införlivade, dock ej inkorporerade, området bland de avlägset belägna öarna. Ön ligger ungefär mitt emellan Amerikanska Samoa och Hawaii.

## Geografi
Öarna är en grupp korallöar i centrala Stilla havet och har en area 11,9 km² (motsvarar halva ön Visingsö) och den högsta höjden ligger på endast 4 m ö.h. Atollen omsluts av ett stort rev med två laguner och ett 50-tal öar som täcks till största delen av kokospalmer och låg vegetation och saknar helt sötvattenkällor. Dess befolkning uppgår för närvarande till 11 personer. Atollen förvaltas direkt från USA genom U.S. Fish and Wildlife Service inom U.S. Department of the Interior. Området är numera ett naturskyddsområde.

## Historia
Ön upptäcktes redan 13 juni 1798 av kapten Edmund Fanning, USA men namngavs först 7 november 1802 då kapten Sawle återupptäckte atollen och namngav den efter sitt fartyg.